# Mudan Jiang
Mudan Jiang (Kinesisk: 牡丹江, pinyin: Mǔdān Jiāng engelsk: Mudanjiang River / Mudan River; Manchurisk Mudan bira) er en ca. 725 km lang flod i den kinesiske provins Heilongjiang. 
Mudan Jiang bliver ofte forvekslet med byen af næsten samme navn, Mudanjiang, som floden løber igennem.
Mudan Jiang har sit udspring i provinsen Jilin og løber mod nord mod Songhua Jiang der er en biflod til Amur. På den anden side af grænsen til provinsen  Heilongjiang løber den gennem søen  Jingbo Hu, og udmundingen i Songhua Jiang ligger i Yilan, der hører under byen Harbin.
46°19′12″N 129°32′13″Ø / 46.32°N 129.537°Ø